# Verebélyi és szentgyörgyi érseki szék
Verebélyi és szentgyörgyi érseki szék (szlovákul Stolica Arcibiskupských Predialistov vo Vrábľoch a v Jure nad Hronom, latinul Sedes de Verebel et Sancti Georgii) az Esztergomi érsekség egyik katonai rendeltetésű széke, mely egészen 1855-ig nem tagozódott be a vármegyei rendszerbe. Ezen székekben egyházi nemesek laktak, birtokaik (falvaik) Nyitra és Bars vármegye határán terültek el. Az élen álló nádor, aki általában országos főnemes is volt, az érseknek felelt.

## Története

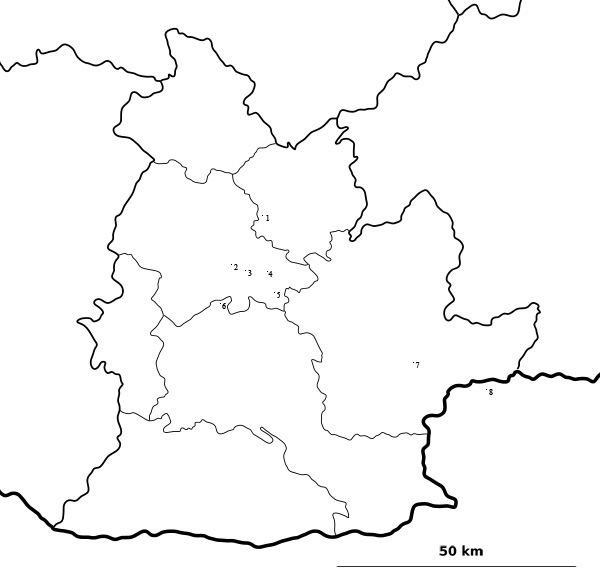
Falvak kuriális predialista birtokokkal a verebélyi és a szentgyörgyi székben 1493-ban, a mai Nyitrai kerület vaktérképére vetítve. Verebélyi: 1. Néver (Neverice), 2. Kiscétény (Malý Cetín), 3. Nemespann (Paňa), 4. Dicske (Dyčka), 5. Zsitvagyarmat (Žitavce), 6. Kiskér (Veľký Kýr); Szentgyörgyi: 7. Nemesoroszi (Kukučínov), 8. Bernecebaráti

A prediális nemes fogalma onnan ered, hogy királyaink (talán már Szent István idejétől) a főpapokat is felruházták a katonatartás kiváltságával, amely katonák aztán egyházi nemesekké váltak. Ezen réteg kialakulásával legalább a 13. századtól lehet számolni, amikor is a tatárjárás után újjászervezik az ország hadrendszerét. A katonatartásra eredetileg azért volt szüksége az egyháznak, hogy a pogányokat ne csak Isten szavával lehessen vissza- és kordában tartani, hanem ha a szükség úgy kívánta, a fegyver erejével is. A fegyvereseknek a főpapok is birtokokat osztottak, ha azonban újabb földeket kívántak prediális szolgálatba állítani, akkor a király jóváhagyását is kérniük kellett. Az érseki predialisták legkorábbi fennmaradt írásos említése 1255-ből, IV. Béla okleveléből származik.
Az egyházi nemesek katonai ereje az ország védelmében is tényezővé vált. Ezek közül elsősorban az Esztergomi érsek fegyveresei játszottak nagyobb szerepet, akik magukat Szent Adalbert jobbágyainak is nevezték. Leszámítva egy 12. századi feltehetőleg hamisítványt, a 13. század második feléből származó forrásokban mint nobiles iobagiones ecclesie Strigoniensis exercituantes, nobiles iobagiones ecclesie, nobiles iobagiones és nobiles archiepiscopales gyűjtőnéven szerepelnek, amely elnevezések később még tovább cifrázódtak. Megnevezéseikből a iobagio kifejezés a 14. századtól vész el, amikor is ezen megjelölés a jobbágyok rétegére állandósult. Soraikban valószínűleg csak azon személyek maradhattak, akik az egyház (érsek) „szolgálatában” álltak. A 14. század elején Csák Máté az esztergomi érsekség birtokait sem kímélte. A század második felétől, főként Nagy Lajos 1351-ben kiadott törvényének hatására, a predialista birtokok száma növekedett, majd állandósult. Zsigmond király 1409-ben a kalocsai érsek egyházi nemeseinek kiváltságait erősíti meg, 1411-ben pedig János esztergomi érsek kérésére az esztergomi érsekség egyházi nemeseinek régi jogait megerősítve kimondja a királyi nemesekkel való jogegyenlőségüket és sérelmeik orvoslását, II. Ulászló pedig 1498-ban mindezt megerősítette. Országgyűlési képviseletük az egyházi székeknek valóban nem volt, ez a kiváltságos kerületekre amúgy sem volt jellemző, de jogaikat és érdekeiket azonban az adott főpap mint sajátját képviselte, hiszen minden sérelmük az ő jogainak sérelmét is jelentette. Kiváltságaikat 1640-ben III. Ferdinánd magyar király is megerősítette.
Az egyházi nemesek közösségekbe tömörültek, amelyeknek az önkormányzataik is kialakultak. Ezen folyamat kikristályosodása valószínűleg a 15. századra vagy korábbra tehető. Egymás közti ügyeiket saját széki bíróság intézte. Prediális telkeikre nézve adómentesek voltak, így a vármegyei portaösszeírásokba sem kerültek bele. Mentesek voltak továbbá a vámoktól és a katonai beszállásolástól is, vérdíjuk azonban egyenlő volt az országos nemesekével.
Az Esztergomi érsekség birtokain több szék alakult ki, ezek: érsekléli (Komárom vármegye – dél), (garam)szentgyörgyi (Hont és Nógrád vármegye 
– kelet), vajkai (Pozsony vármegye – nyugat) és verebélyi (Bars és Nyitra vármegye – észak). A 16. század végére a pusztítások miatt elindult a két-két szék egyesülése. A 18. század második felétől a négy széket csak két nádor igazgatta.
1550-54 körül a verebélyi székben, Néveren 6, Kiskéren 2, Nemescétényben 3, Pannon 1, Gyarmaton 2, Kiscétényben 5, Pogrányban 10, Gúgon 2, Tardoskedden 10 predialista kúria volt. Barslédecen nem volt prediális telek. A török korban ezen székeknek is nagy pusztításokban volt részük (például Verebély várának 1663-as felégetése, amelyben elpusztult a szék levéltára is, több más egyházi szék pedig örökre el is tűnt) emiatt az intézményrendszernek szüksége volt Kollonich Lipót, Esterházy Imre és Batthyány József érsekek megújító tevékenységére.
A Habsburg abszolutista törekvések azonban újból megtépázták kiváltságaikat, a jozefinizmus időszakában teljesen háttérbe szorultak. Utána újból megélénkült a tevékenységük, de működésükben fokozatos fellazulás figyelhető meg, mely a birtok elaprózódásával és az elszegényedéssel is kapcsolatban állt. Egyes székek már az 1853-as a prediális intézményt felszámoló úrbéri pátens előtt felfüggesztették gyakorlati tevékenységüket. 1855-ben pedig az esztergomi érsek visszaháramlási jogának megszüntetését kimondó törvény végleg eltörölte az esztergomi érsek egyházi székeit is. Ekkor 29 667 hold érseki birtok jutott kárpótlás nélkül magánkézbe, pontosabban 1034 volt predialista személyhez.
1822-től a verebélyi és szentgyörgyi szék is részt vállalt a bazilika és a szeminárium építésének költségeiből.

### Katonai részvételük az ország védelmében
Az esztergomi érsek bandériumai ott lehettek az érsekkel a muhi (tatárjárás), mint ahogy a mohácsi csata helyszínén is.
Feltételezhető, hogy szolgáltak az érsek bandériumaiban III. András 1291-es I. Albert osztrák herceg elleni büntetőhadjáratában. Állítólag 1395-ben Kanizsai János érsek és Jolsvai Leusták csapatai akadályozták meg, hogy Hedvig lengyel királynő mellett kiálló felvidéki nemesség nyílt lázadást robbantson ki. 1428-ban a husziták betörtek az országba, Zsigmond pedig Pálóczi György esztergomi érsekre és Pálóczi Máté országbíróra bízta az országrész védelmét. 1432-ben az érseki bandérium részt vett az előző évben huszita kézre került Nagyszombat visszafoglalásában. Zsigmond király 1435-ben hozott honvédelmi törvénye alapján - az érsekség két bandériumot, azaz ezer lovast volt köteles kiállítani. 1452-ben miután az osztrák, cseh és magyar rendek katonai erejük folytán kiszabadították V. Lászlót német fogságából, példátlan módon Bécsbe hívtak össze országgyűlést. Szécsi Dénes érsek októberben Bécsben 250 lovas kiséretében jelent meg. Ebben csak Újlaki Miklós múlta felül. Feltételezhetően az érsek bandériumaiba egyházi nemeseit hívta össze. Az 1498. évi országgyűlés az esztergomi érseknek két bandérium kiállítását írta elő (20 tc. 1. §), ami 400 gyalogost és 400 lovast jelentett. Az 1498-1500. évi banderiális reformot követő 1504/24. tc. szerint először az egyházi bandériumokat kellett mozgósítani, s elviekben állandóan lent tarthatták őket a déli végeken. 1505-ben II. Ulászló egészségügyi gyengesége idején belső nyugtalanság uralkodott az országban, s a rendek fegyveres országgyűlést terveztek. A király erre Budára rendelte a főrendeket, s a főpapokat bandériumaikkal együtt. A király végül nem ragaszkodott az országgyűléshez, mégis mindkét gyűlés végbement. Az 1512-es mozgosításról Forgách Péter és Désházy István írt jelentést. A végvidéki harcokban leggyakrabban egyházi bandériumokat vettek igénybe, például 1519-ben az esztergomi érsek nehéz lovasai és huszárai uruk zsoldján Szlavóniában tartózkodtak. Az 1521-es és 1522-es országgyűlés rendelkezései értelmében a tizedjövedelmekre hivatkozva a főpapok bandériumai teljes számban a végek védelmére és állandó készenlétre rendeltettek, miközben II. Lajos 1521-ben Bakócz halálát követően, és 1524-ben Szatmári halálát követően is lefoglalta az érsek hagyatékát a török elleni harcok céljaira. Az esztergomi várnagy csak rövid ideig állt ellen a király akaratának. A valószínűleg Werbőczy által készített újító támadó haditerv alapján, felismerve a gyalogság fontos szerepét, az esztergomi érseknek, akinek banderiális kötelezettsége 800 lovas volt, 500 gyalogost, 300 huszárt és 200 nehéz lovast lett volna köteles kiállítani. A bandériumokat azonban szinte sohasem állították ki teljes létszámban. A mohácsi csata előtti mozgosítás idején az esztergomi érsek katonái már júniusban Tomori Pál mellett voltak, igaz a sereg élelmiszerhiányban szenvedett. Tomori július elején Péterváradról azt írta, hogy csak az esztergomi érsek 200, a pécsi püspök 87 és a szekszárdi
apát 100 embere, valamint Ráskai és Török Bálint volt mellette. Az egyházi bandériumok voltak leginkább bevethetők és legjobban igénybevéve. A mohácsi csatában végül a fővezér és sokak mellett Szalkai László esztergomi érsek is elesett.
1587-ben Ethey szerint a szék központja az érseki uradalmi épületben működhetett. Érsekújvár és Verebély erődjeinek felépülése után a fő katonai szerepet ezen erősségek végvári katonái és zsoldosai vették át, bár valószínűsíthető, hogy egyházi nemesek is szolgáltak soraikban. Ez annál is valószínűbb, mert nem csak az egyes officiolátusok jószágkormányzói voltak gyakran katonák, illetve bérlői kötelesek voltak lovas katonát kiállítani, hanem Érsekújvár fenntartását maga az érsek vállalta magára.
Forgách Zsigmond 1611 júliusától szeptemberéig sikertelen hadjáratot vezetett Erdélybe Báthory Gábor erdélyi fejedelem ellen, amelynek során sok barsi katona veszett oda, valószínűsíthető, hogy a verebélyi szék katonái is részt vehettek ebben a hadjáratban.
A székek történetében fényes emléke maradt az 1683-as párkányi csatának, melyben a harcok sűrűjében hősiesen véreztek. A csatában kevés szó esik a magyar részvételről, ám az érsek ekkor a király pártján állt, így az ő hadai is harcoltak Esztergom felszabadításánál.
Az inszurrekciók alkalmával, egyes esetekben a vármegyei hadhoz csatlakoztak.
Részt vettek a győri csatában is. Az 1848–49-es szabadságharcban már nem szerepeltek katonai egységként.
Az esztergomi érsek bandériumai nem csak az ország védelmében, illetve az érsek hadi vállalkozásaiban vették ki részüket, hanem az inszurrekciók alkalmával és az érsek beiktatására is felálltak és részt vettek. Az új érseknek valószínűleg ajándékot is vittek, illetve egyéb a beiktatási ünnepséghez szükséges kelléket, például 1752-ben 8 akó óbort.

### Leírása monográfiai összefoglalásokban

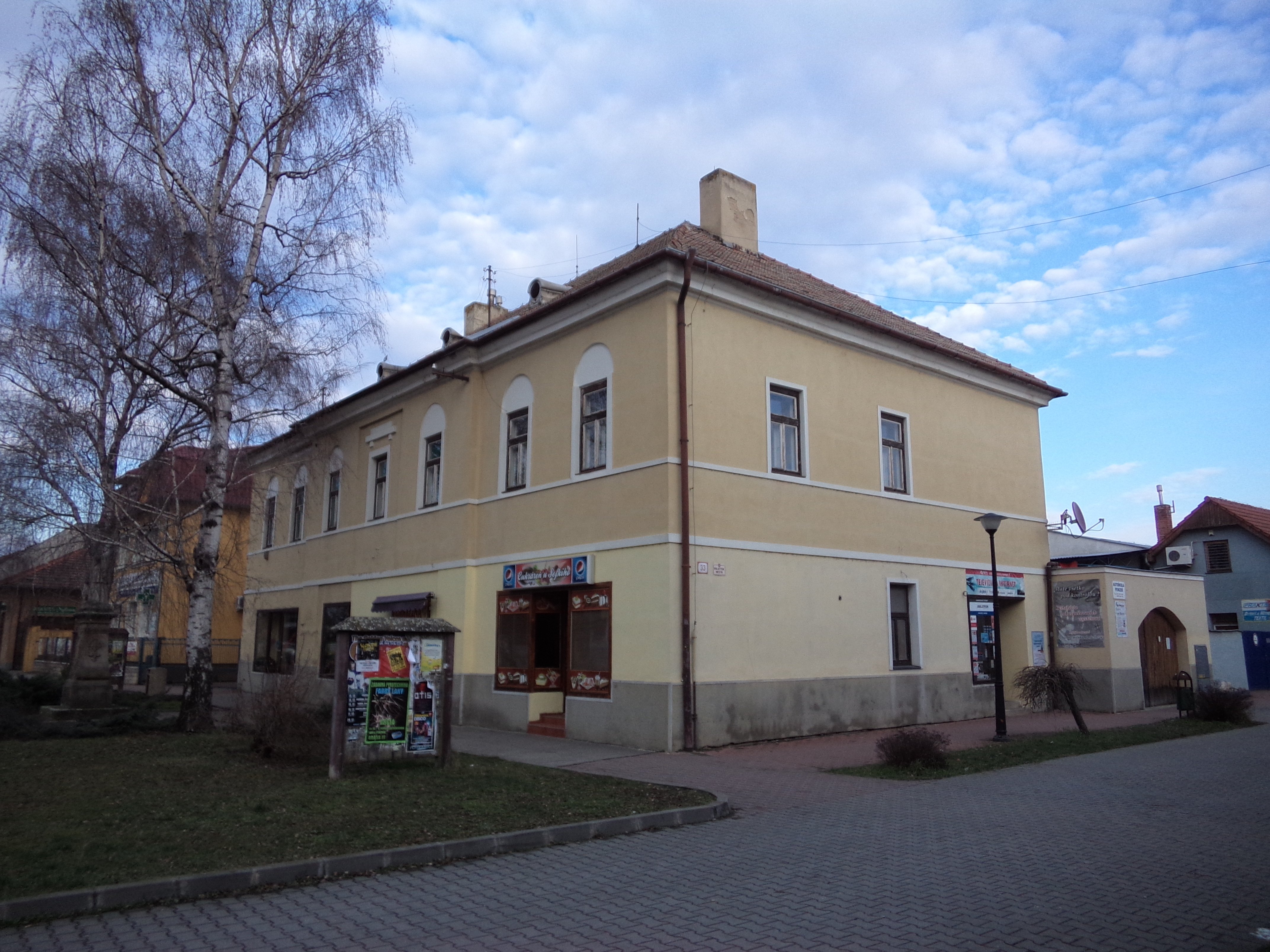
A székház Verebélyen, 2016-ban
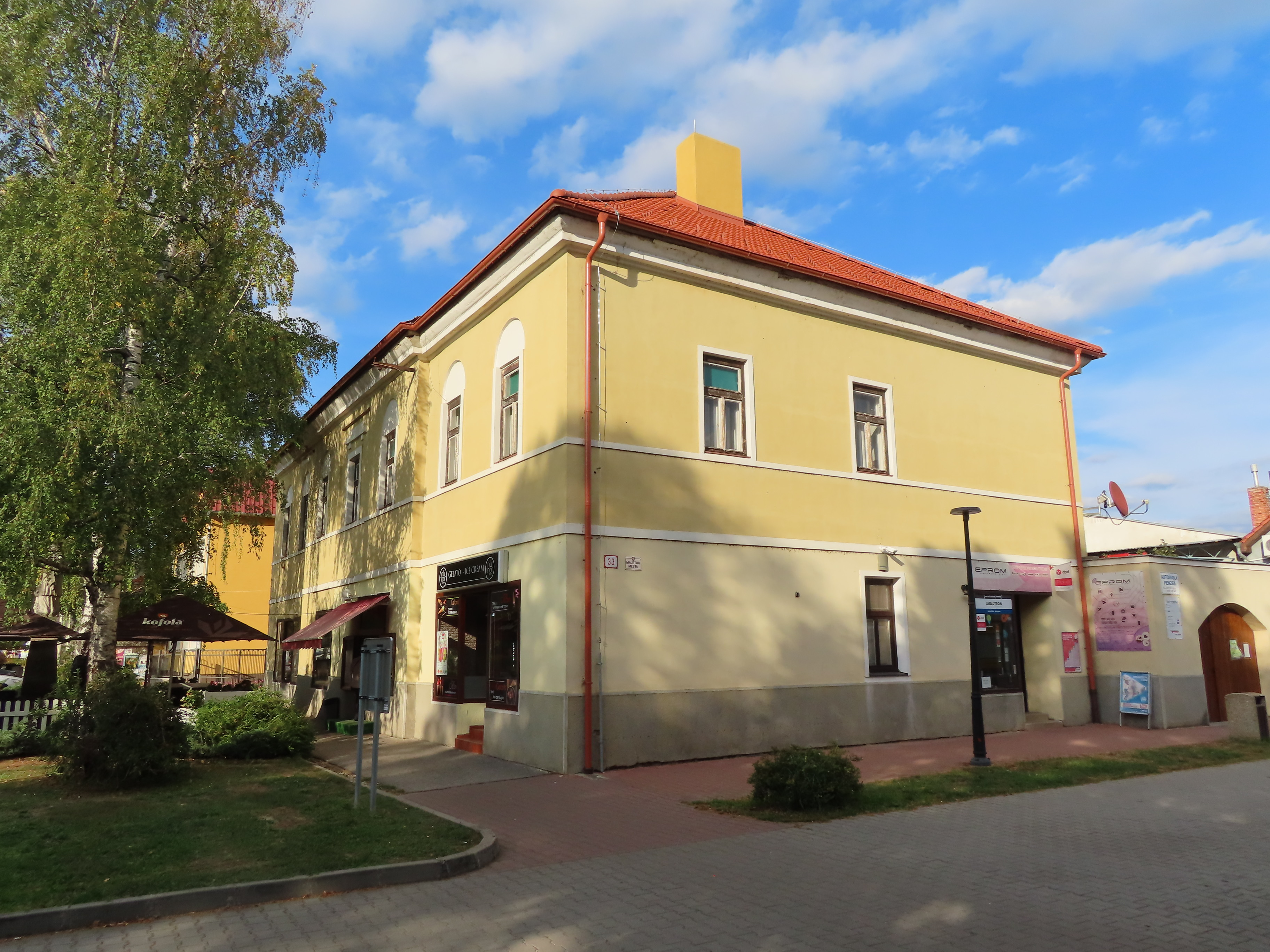
2022

Dillesz Sándor: „…A verebélyi és szent-györgyi egyesült érseki nemesi székeknek, melyek a vármegyéktől függetlenül önálló törvényhatóságot képeztek, melyek fölött egy nádor állott, saját alispánjaik, főbíráik és választott tisztviselőik voltak, ép oly önkormányzattal, mint a vármegyéknek és hatóságuk hat vármegyére terjedt; volt házi és hadi adójuk és a saját kapitányaik és zászlóik alatt inszurgáltak. Ezen egyesült nemesi székek története, e mű általános történelmi részében külön van méltatva. De itt kell megemlékeznünk a székek vagyonáról, levéltáráról, történelmi emlékeiről s önkormányzatáról, saját végrendeletével megszüntető határozatáról.

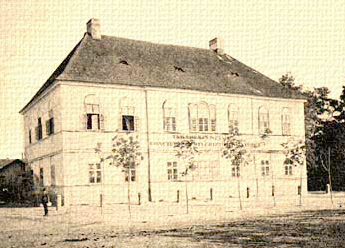
A székház a 19. században

Rudnay primás idején, a székek megadóztatásával a kor igényeinek megfelelő emeletes székházat építettek a főutczán. Verebélyt 1849-ben a Grabbe orosz hadtestének egyik hadosztálya szállotta meg és a székek házát kórházi czélokra foglalta le. Volt is reá szüksége, mert a legénység „dinnye” helyett jóízűen falatozta a nyers tököt. Ennek és a félig nyersen fogyasztott kukoriczának következménye volt a fellépett vérhas, mely sűrűn szedte áldozatait. Veszélyben forogtak a levéltár, a hadi zászlók, valamint a teremben őrzött képek. A humánus parancsnok, Reeberg nevű finnlandi német, megértvén a ház rendeltetését, Gaál Alajos és Dillesz István közbenjöttével mindent a levéltárba hordatott, azt lezáratta s védelmére őrséget rendelt. E derék parancsnoknak a testvére, az orosz czár egyik szárnysegéde, Simonyi Ernőnek akkor a környéken portyázó guerilla csapatai elől menekülvén, saját pisztolya által súlyosan megsebesült s e sebében meg is halt s Verebélyen temették el. Komárom kapitulácziója után a székek juriszdikcziója megszűnt. Nagysokára, az 50-es években, kegyelemből engedelmet kaptak a székek, hogy vagyonuk felett való intézkedés czéljából egy császári biztos jelenlétében közgyűlést tarthassanak. Ez a közgyűlés, melyet a nemesség saját tisztikarának közbenjöttével tartott, valószínűleg az utolsó ily gyűlés az országban. Határozatai a következők:
1. A közgyűlések jegyzőkönyveit áttette Bars vármegyéhez. A folyó peres és árvaügyeket pedig azon megyékhez, melyek községeire vonatkoznak.
2. Régi levéltárát a szent-benedeki conventhez tette örök letét gyanánt.
3. Pecsétjeit s hadi fölszereléshez tartozó tárgyait átadja az esztergomi primásnak.
4. Régi gazdag aranyhimzésű kamukából készült lovassági hadi zászlóját, továbbá egy Barkóczy- s egy Eszterházy-féle bandériális lobogóját letéteményezte a verebélyi templomban s az összes gazdag keretekbe foglalt eredeti ókori képeit a verebélyi plébániába, azzal a kikötéssel, hogy ha Bars vármegye területén valamikor múzeum alakul, ezen tárgyak annak adassanak. E történelmileg is igen becses tárgyakat azonban Simor primás az általa alapított esztergomi primacziális múzeum részére utóbb lefoglaltatta.
5. A házra nézve pedig akkép intézkedtek, hogy az édes magyar nemzeti nyelv terjesztése és gyarapításának czéljaira fordíttassék.
Ezen rendelkezésének foganatosítására a közgyűlés egy végrehajtóbizottságot küldött ki tisztikarának még élő tagjaiból, mely Gyulai Gaál Alajos alispánból, Máriássy József főjegyzőből (48-as huszár-alezredes), Dillesz István főperceptorból, Cserebó Lajos főszolgabíróból és Bajchy István esküdtből állott. E bizottság a határozatot foganatosítván, a házat az akkor még igen fiatal intézetnek, a „Magyar Nemzeti Szinház nyugdíjintézetének” adta s azt akkori ügyésze, Rudnyánszky Béla törvényszerűen át is vette. Ettől nyilvános árverésen Bittó Ernő, majd 1882-ben Nécsey József vette meg, ki itt a házhoz tartozó kertben a Münchenben oly korán elhunyt fia, Nécsey István festőművész számára, a jól berendezett emeleten, műtermet építtetett, melyben most a művész után maradt érdekes néprajzi gyűjtemény van elhelyezve...”.
Reiszig Ede: „A verebélyi szék.
A XVI. században egy másik közigazgatási szervezet alakult a vármegyében, mely hova-tovább, külön vármegyei szervet alkotott. Ez a verebélyi szék. Verebélyt a legrégibb időktől kezdve az esztergomi érseki egyház nemesei (praedialistái) lakták. A mohácsi vész utáni időben, az esztergomi érsek közbenjárására, az országgyűlés biztosította a verebélyi egyháznemesek kiváltságait. Az 1567: XIV. t.-cz. felmenti őket az adóztatás alól s az eskü letételére, valamint a törvényben megállapított díjak fizetésére nézve egyenlővé teszi őket a többi nemesekkel. Az 1599: VIII. t.-cz. pedig kimondja, hogy az esztergomi érsek egyháznemeseit a nádor és az egyháznemesek alispánjai fogják taksa fizetés alá venni. Csupán a portával nem bíró praedialisták díjainak a megállapítását bízta az 1647: XXVI. t.-cz. a vármegyei alispánra és a szolgabirákra. Az 1662: V. és az 1681: XLVI. t.-czikkek a hadi felkelés tekintetében is kiváltságokkal ruházzák fel őket. Ennyi szabadalom következtében nem csoda, ha a verebélyi szék gyakran összeütközésbe jött a vármegyével. Midőn Lipthay Imre alispán, a verebélyi szék kiváltságos községeit megbirságolta, Forgách Ferencz érsek 1613 október 20-án erős hangú levelet írt neki, sőt november 7-én a vármegye közönségéhez is tiltakozó iratot küldött. (Botka, i. m.) Sajnos, hogy a verebélyi szék iratai csak 1688-tól vannak meg és így teljes képet csak a XVIII. században alkothatunk felőle. 1688-ban Dicskei Kovács István volt a verebélyi szék alispánja és egyúttal a lévai őrség hadbirája.”

## Közigazgatás és társadalom

### Jelvényei

#### Pecsét

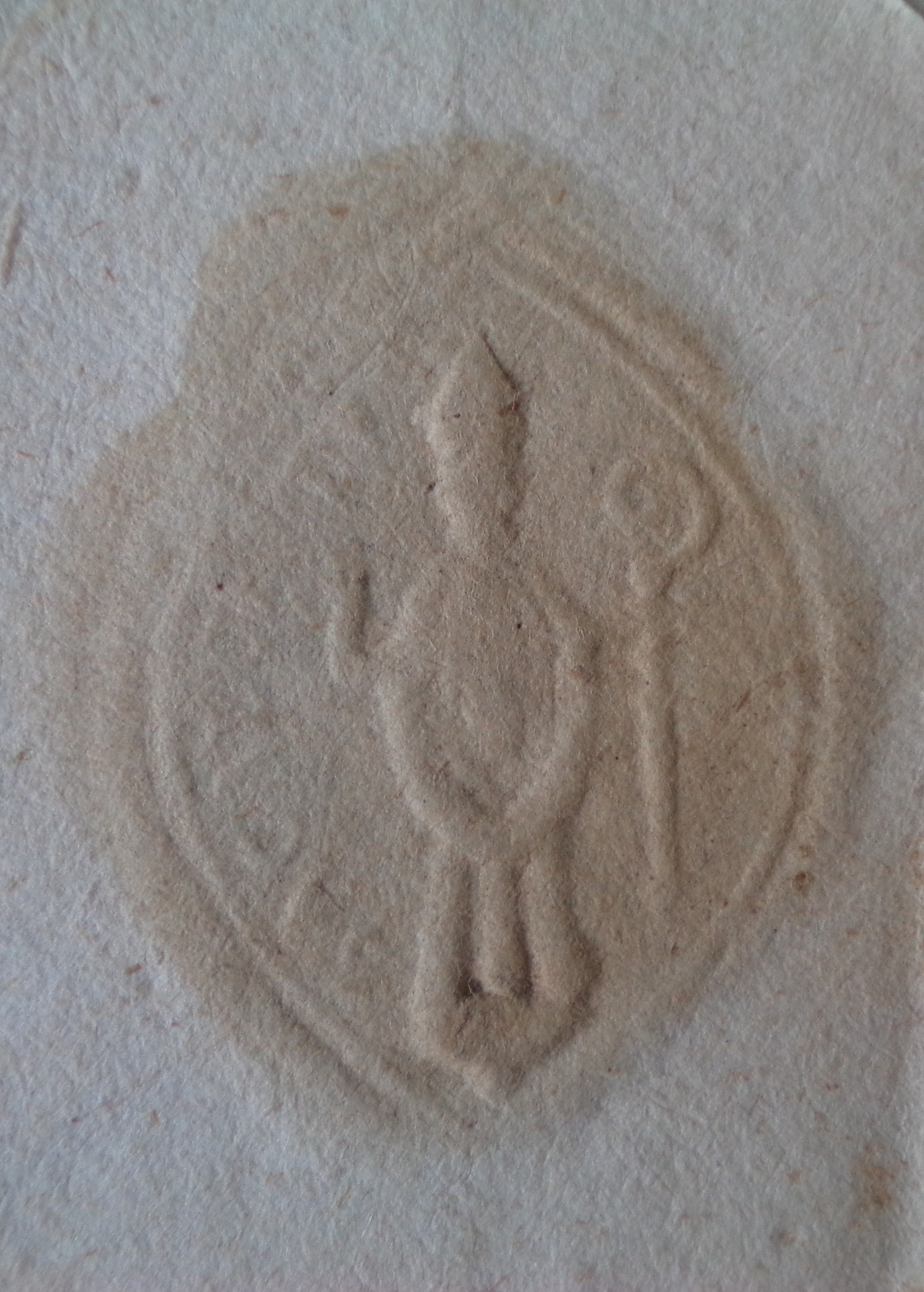
A szék pecsétje 1612-ből
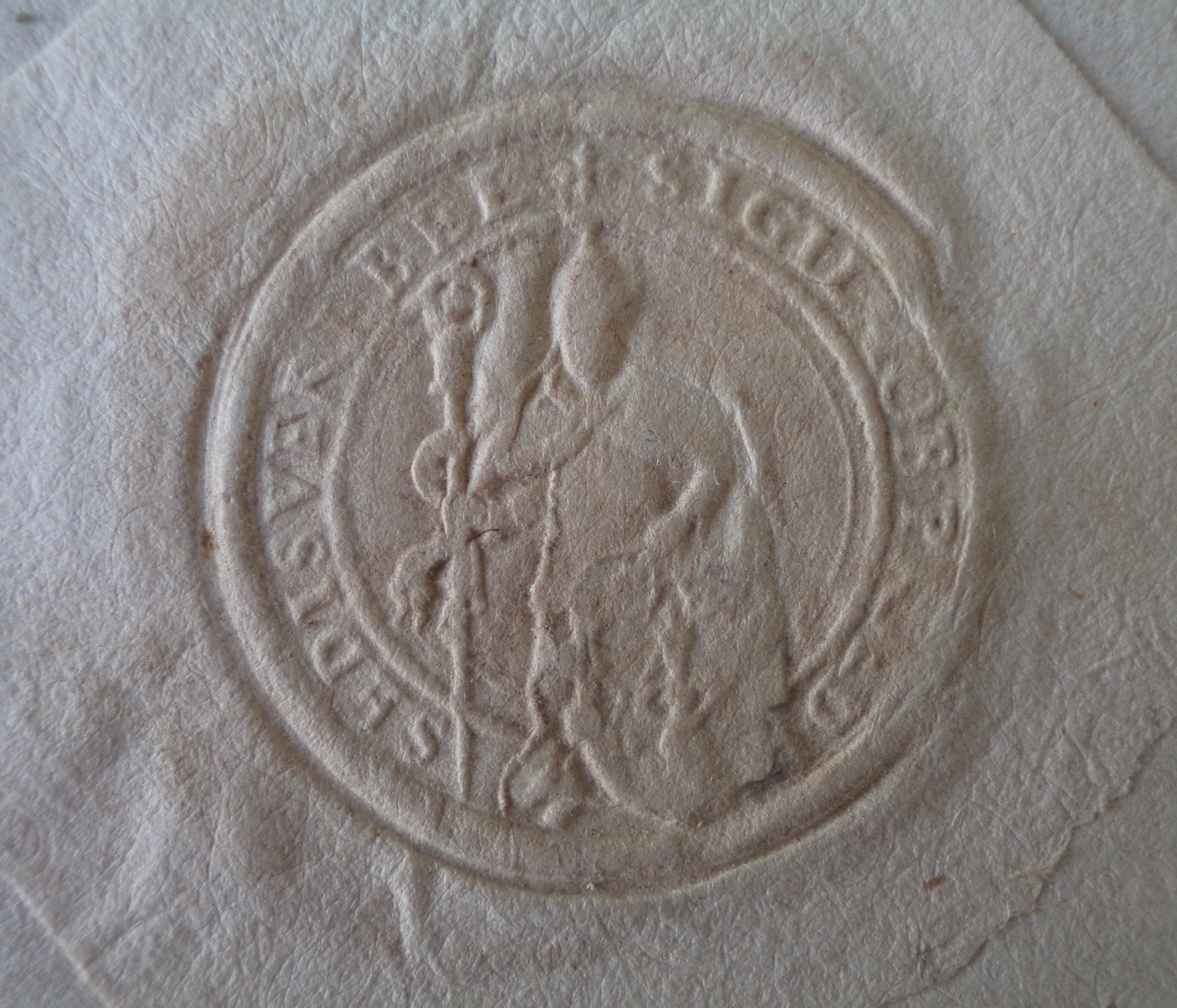
A szék pecsétje 1639-ből
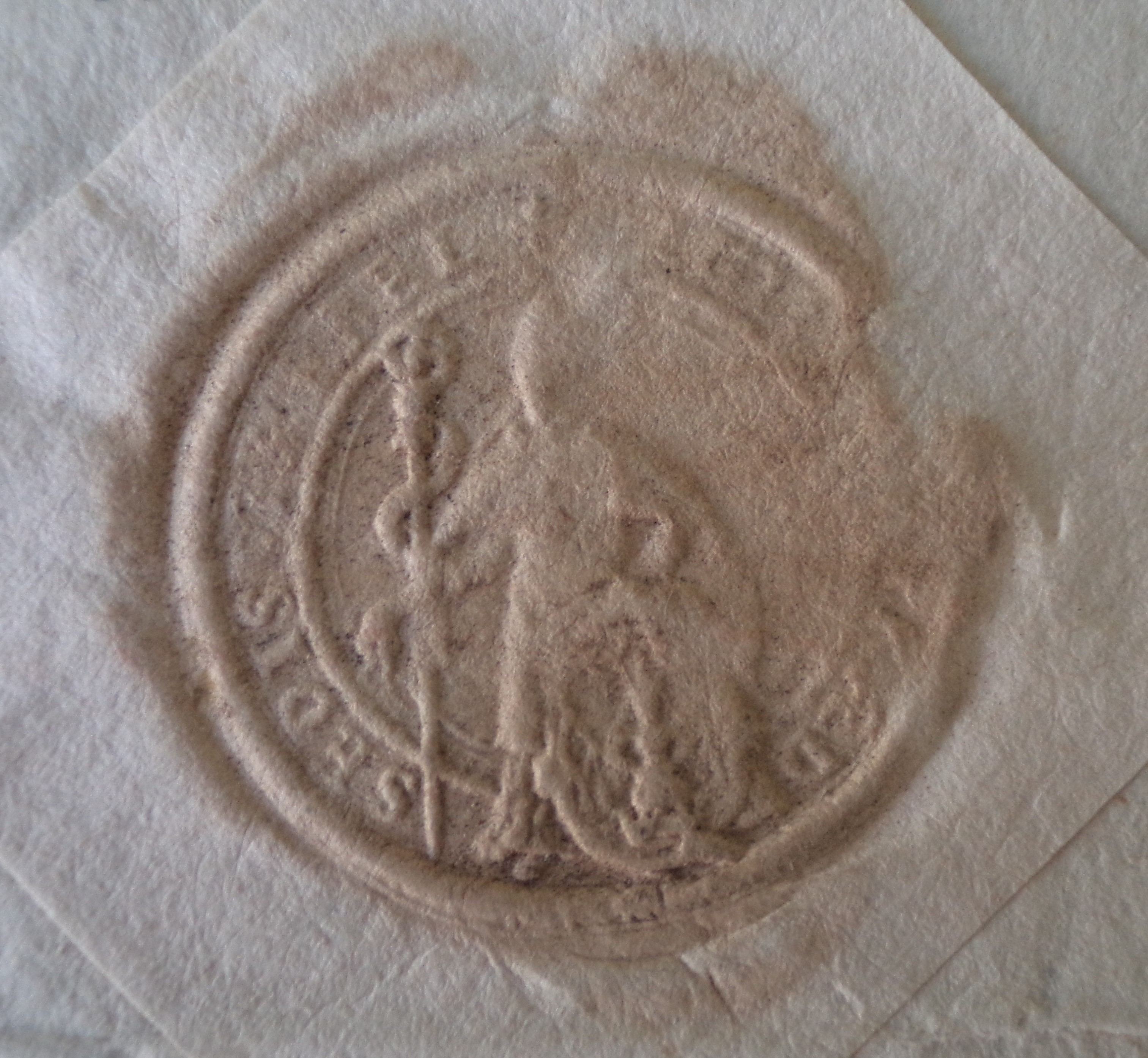
A szék pecsétje 1642-ből
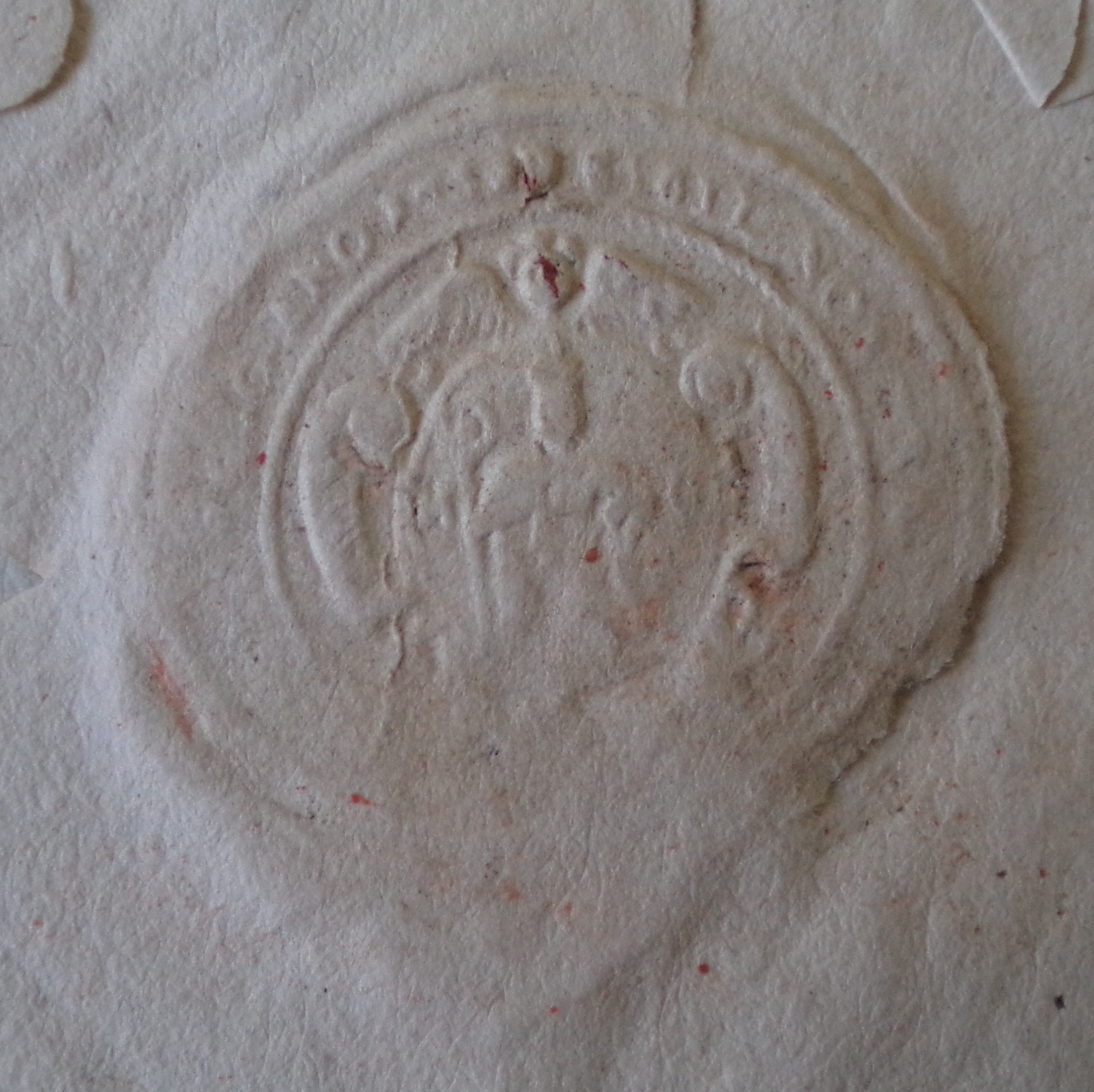
A szék pecsétje 1825-ből

A szék legkorábbi dokumentált pecsétlenyomatán Szent Adalbert alakja és S ADALBERTVS felirat látható. Egy 1612-es dokumentumon volt található, azonban a megformázása alapján az eredeti pecsét a 14. és 15. század fordulóján készülhetett. 1614-ben Forgách Ferenc érsek a széknek új pecsétet adományozott, amelyen Szent Adalbert jobb kezében püspökbotot, rajta kígyót, bal kezében a Forgách címert tartja. Körirata SIGIL. NOB. PRAED. SEDIS. VEREBEL. Ezt a pecsétet használták egészen 1751-ig. 1751-ben a Verebélyi és Szentgyörgyi székeket jogilag is egyesíthették, és Csáky Miklós érsek új pecsétet adományozott a széknek. A barokk kivitelezésű pajzsban Szent Adalbert alakja, N. C. (Nicolaus Csáky) monogrammal. Körirata: SIGIL: NOB. PRAED. DE VEREBELL: ET S GEORGIO: ANO 1751. Ezen pecsétet használták az 1848-as megszűnésig.

#### Hadi zászlók
Az érsek banderiális zászlaja mellett, minden századnak külön lobogója volt. 1761-ben Barkóczy Ferenc esztergomi érsek beiktatásakor a három járás — verebélyi, nagykéri és néveri — szolgabírájuk, mint kapitány vezetése alatt lovagolt ki századonként, «in formam compagniae» zászlóik alatt. Ekkor azonban a széknek csak két lobogója volt, ami miatt egy vörös színűt vásároltak 43 forintért.

### Kuriális falvak a Verebélyi és szentgyörgyi székben
Feltételezhetően a középkorban egyéb települések és telkek is a székekhez tartozhattak, például Komárom és Esztergom vármegyében, illetve másutt (Bálványszakállas, Farnad ?, Gúg, Hetény, Lék, Pográny), melyek azonban a török korban elpusztultak és az érsekre visszaháromlottak. Gúg és Lék esetleges érintettsége adhatta jogi alapját annak, hogy Érsekújvárott a későbbiekben is lehettek privilegizált egyházi nemesi telkek. Széki közgyűlést még 1837 októberében is tartottak Érsekújvárott.
- Verebély mezőváros, itt épült fel 1822–1832 között a székház,[56] amelyet 1862-ben elárvereztek.[57] A székház felépülése mutatja a székek reformkori erejét, fényét (párhuzamosan az esztergomi bazilika épülésével) és fellendülését, mindez a napóleoni háborúkat és következményeit (infláció, éhezés, járványok) követően. Az új "Curialis" épület leltárát 1833-ban vették fel.[58] Berendezéséhez a helyi nemesség külön is hozzájárult.[59] 1834-ben Várady József apjának, Eleknek felajánlása szerint Kontil magvaszakadásával háromolhatott a székház telke a prímásra, s akkori adományában egy új utcát is kijelöltek. A család saját gyűjteményeit (könyv, régiség, ásvány, csiga, növény, címer) is a szék és mezőváros gyarapítására ajánlotta fel.[60] 1849-ben a székházban szált meg Grabbe orosz hadtestének egyik hadosztálya, majd kórházzá alakították.[61] Az épületet 1882-ben Nécsey József vásárolta meg, s fiának műtermet épített az udvarán.[62]
- Garamszentgyörgy mezőváros

| - Aha - Berzence (?) - Dicske - Bernecebaráti - Érsekkéty - Érsekvadkert - Garamszentgyörgy-Kompa - Garamszőlős - Hetény - Hontfüzesgyarmat - Ímely - Kiscétény - Kisköröskény (1533) - Kissáró (és Szegtelek) - Kisveszele azaz Felsőveszele - Martos | - Nagyölved - Nagysalló - Naszvad - Nemesoroszi (és Pálülése prédium) - Nemespann - Néver - Nyitranagykér (Apáti-, Kis-, Nagykér) - Pográny - Szőgyén (Magyarszőgyén, Németszőgyén, Vásárhely) - Szunyoghatár - Tardoskedd - Tild - Udvard - Üzbég - Zsitvagyarmat - Zsitvatő |

járásonként (19. század):
- Kéri: Érsekújvár, Hetény, Kiscétény (Nemesség), Martos, Nagy-, Kis- és Apátikér, Naszvad, Szunyoghatár (Felső és Alsószőllős között), Tardoskedd, Zsitvatő
- Néveri: Berzence, Garamszőllős, Németi, Néver, Pográny, Szentkereszt, Üzbég, Vágszerdahely
- Verebélyi: Baráti, Bernece, Dicske, Füzesgyarmat, Iklad, Kéty, Nagyölved, Nagysalló, Nemesoroszi, Nemespann, Németszőgyén, Tild, Vadkert, Verebély, Veszele, Zsitvagyarmat

### Igazságszolgáltatás
Az egyházi nemesi székek bíráskodása független volt a vármegyék szervezetétől, hiszen az érsek joghatóságából adódóan, az érseki szék hatóságainak el nem ismerése árulással ért fel, s a birtokadomány visszavonásával járhatott. Ennek belső zavaraira csak hosszas széküresedés (sede vacante) és az ebből adódó hivatalnokréteg elsorvadása (hiszen az új nádort az érsek nevezi ki, a hivatalnoki tisztújítást pedig a nádor rendeli el) következtében kerülhetett sor. Elviekben a király még ekkor is orvosolhatta volna a bajt, ilyen megoldásokra azonban nincs adat.
A verebélyi szék alispánja hivatalból azonban bizonyos időszakokban részt vett a széken kívüli bírói eljárásokban is. Ilyenre volt példa 1642-ben a végvidéki főkapitány hadiszékén (Pálffy István), illetve 1669-ben a lévai vár vitézlő törvényszékén.

### A szék ismert nádorai
- Tamás (1337)[72]
- Lábatlani másképp Dédi Farkas László (1448-ban nádor, de nem tudni melyik széknek)[73]
- Ghyczy József
- Verebélyi Mihály (1566 körül)
- Zeleméry István (1587)[74]
- Névery Tamás (1604-es haláláig)[75]
- Bakith Gál (1604-től)[76]
- Miloykouich Miklós (1642)[77]
- Hölgy Gáspár (1651)
- Dekan Márton (1676)[78]
- Palugyay Gábor (1698–1699)
- báró Péterffy János Ferenc (1711)
- aranyosmaróti Paluska Antal (1731, 1745)
- köpösdi br. Tolvay János (1751–1776)
- köpösdi gr. Tolvay Ferenc (1777–1810)
- Boronkay István (1810–1831)
- Boronkay János (1832, 1837, 1840),[79]
- Ocskay Ignác (1845-1848)[80]

### A szék hivatalnokai és táblabírái

#### Alispánok

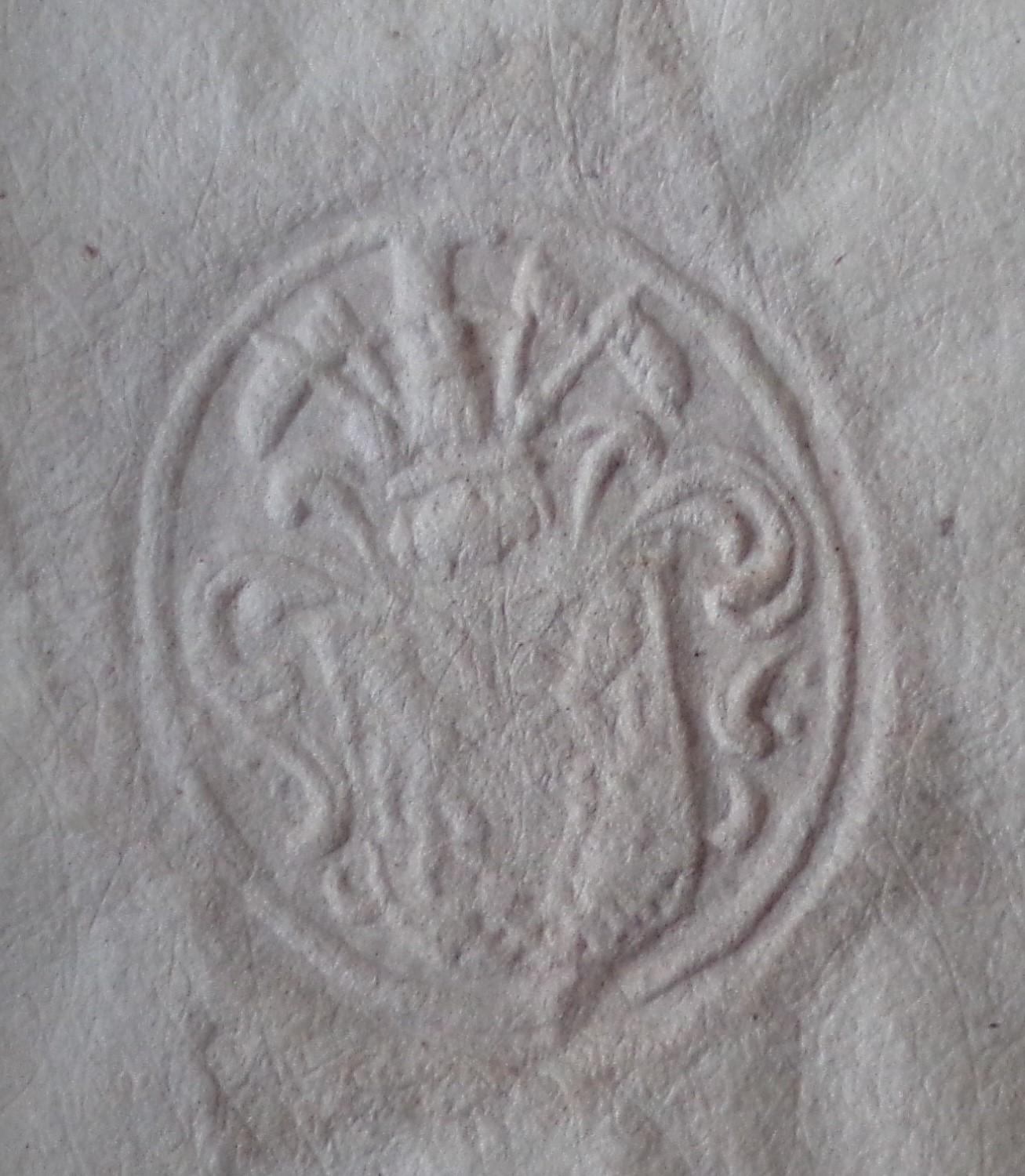
Kazy József verebély széki alispán pecsétje 1767-ből

- Török Péter a verebélyi szék alispánja 1510-ben[82]
- Babos Mihály a verebélyi szék alispánja 1592-ben
- Török György a verebélyi szék alispánja 1602-ben[83] és 1611-ben[84]
- Gyurolth Imre a verebélyi szék alispánja 1606-ban[85]
- Szánthó Tamás a verebélyi szék alispánja (1608)
- Csiffáry István a Verebélyi szék alispánja 1620-ban[86]
- Török Zsigmond (17. század) Bars vármegye (1651-1656) és a Verebélyi szék alispánja (1628, 1636-1656[forrás?]).
- Kovách Farkas 1650-ben verebélyi szék alispánja[84]
- Névery Ferenc 1639-ben és 1644-ben jegyzője, 1651-ben és 1653-1654-ben a verebélyi szék alispánja.
- Névery Miklós 1651-ben és 1653-ban szolgabírója, 1660-ban, 1671-ben és 1676-1677-ben a verebélyi szék alispánja.
- dicskei Kovách István verebélyi széki alispán a 17. század végén, illetve lévai őrség hadbírája.[87][88]
- Vass Miklós (?-1720[89]) Bars vármegye és a verebélyi szék alispánja.
  - Szucsány Zsigmond helyettes alispán (1711)[90]
- Kazy László a verebélyi és szentgyörgyi szék alispánja 1744-ben
- Ordódy Imre a verebélyi és szentgyörgyi szék alispánja 1745-1752 között[91]
- Maythény Károly (1754)[92]
  - Vass Mihály helyettes alispán (1754)[93]
- Kostyán Sándor (1755)
- Kazy József (1758-?)
- Koron János (?-1786) a verebélyi szék alispánja a 18. század második felében (1761, 1766, 1768, 1771, 1773, 1774, 1777, 1783, 1784)
- Endrődy Ferenc (1752-1818) Bars vármegye és a verebélyi szék első alispánja 1818-ig.
- Kazy László 1818-ig a verebélyi szék másod-, 1818-tól 1831-ig első alispánja.[94]
- Fába Simon 1818-tól másodalispán
- Szánthó Nepomuk János (1772-1844) 1831-től első alispán,[94] táblabíró.
- Mártonfalvay Liska Péter második alispán (1831-1832,[95] 1834[96])
- Balogh Zsigmond (1797-1873) 1837-től verebélyi széki első alispán, kéri járásbeli főszolgabíró
- Deák Nepomuk János Adalbert (1801-?) 1837-től a verebélyi szék néveri járásának főszolgabírája, 1841-1846 körül a verebélyi szék másodalispánja

#### További hivatalnokok
- Baranyay Ferenc (1753 körül–1823) Esztergom és több megyék táblabírója, a verebélyi és szentgyörgyi érseki szék ülnöke volt.
- Bogyó János Nepomuk táblabíró 1831-ben[97]
- Conlegner Károly (1812-1892) számtan- és könyvviteltanár, a műegyetem rektora, közgazdász, gazdasági író, királyi tanácsos, széki táblabíró.
- Fenix Farkas Ignác (1784-1870) bencés szerzetes, paptanár, költő, 1837 decemberétől táblabíró[98]
- Gyulai Gaál János (?–1837) jókai, majd nagymagyari plébános, esperes, iskolafelügyelő és 1833-tól a verebélyi szék táblabírája.
- Hoderman Lajos (1799-1870) plébános.
- Hunyady László (1826-1898) 48-as honvéd zászlóalj-parancsnok, országgyűlési képviselő, főispán, 1846-tól széki táblabíró[99]
- Jordánszky Elek (1765–1840) tinnini fölszentelt püspök, esztergomi kanonok.[100]
- Kremlicska János (1776k-1849) esztergomi és érsekújvári plébános, pozsonyi kanonok, széki táblabíró.[101]
- Lonovics József csanádi püspök, széki táblabíró[102]
- Rabcsek András (1712–1792) szepesi kanonok.
- Rendek József (1810-1875) esztergomi kanonok, táblabíró, egyházi író.
- Schöpf-Merei Ágost (1804–1858) magyar orvos- és sebészdoktor, szemorvos, gyermekgyógyász, az MTA levelező tagja, a szék táblabírája.[103]
- Skutil Clemens bencés tanár, 1837 decemberétől táblabíró[98]
- Szabó János (1800–1857) egyetemi tanár, kanonok, Pozsony vármegye és a verebélyi szék táblabírája volt.[104]
- Tóth Theodosius bencés tanár, 1837 decemberétől táblabíró[98]
- Virt Adrián bencés igazgató, 1837 decemberétől táblabíró[98]

### Predialista családok a székből
Akács, Alföldy, Ambrus, Apponyi, Ács, Babos, Bacskády, Bajcsy, Balogh, Bartha, Bába, Bánszky, Beliczay, Benke, Berecz, Biczó, Bíró, Blaskovics, Bogyó, Boronkay, Botlik, Czékus, Czibula, Cziglényi, Csekey, Cserebo, Cserge, Csiffáry, Csiszár, Csonka, nemespanni Csuthy, Deák, Dillesz, Egyed, Endrődy, Eölvedy (Gachal), Erdődy, Eskütt, Evetke, Fazekas, Fába, Fábry, Ferenczy, Fitos, Franyó, Füstös, Gaál, Galbavy, Gáspár, Hajnal, Hamar, Harangozó, Hárossy, Heringh, Héder, Horhy, cabaji Horváth, dicskei Huszár, Pap aliter Iffjú, Izsold, Jancsovics, Jankovics, Jánosdeák, Jósa (Németszőgyén), Juhász, Kaszás, Kazy, Kecskeméthy, Kernyi, Komáromy, Kovács, Kövér, Kristóff, Leckés, Lendvay, Lestyánszky, Lipcsey, Lippay, Liska, Liszkay, Márkus, Mego, Menyhárt (Németszőgyén), Mészáros, Mitosinka, Mnyistyek, Molnár (Nemespann), Nagy alias Mészáros, Nehéz, kiskéri Nemes, Névery, Ocskay, Ordódy, Paczolay, Pallya, Pereszlényi, Pikó, kiskéri Pinke, Polyák, Raffay, Rácz, Setéth, Sikos, Simon, Sipeky, Soós, Sütteő, Szabó, Szakállas, nemespanni Szánthó, Szokoly, Szunyogh, Tajnai, Timoraczky, Tolvay, Tóth, néveri és nemespanni Török, Turnay, Tyukoss, Vass, Vály, Vámosy, Varsányi, Várady, Végh, Verebélyi, kiskéri Veres, Vincze, Vöröss, Zsoldos.

### Híres személyek a székből
- Dillesz István verebélyi postamester, 1844-ben a verebélyi szék adórovója, a postai kifejezések magyarosítója.[111]
- Dillesz Sándor az aranyosmaróti múzeum alapítója
- Nadányi Miklós

## Művelődéstörténet
A széknek volt levéltárosa és orvos tisztje[forrás?] is, illetve 1832-től új székháza, külön könyvtáráról azonban nincs információnk (Vö. Várady Elek felajánlásával). Ennek ellenére 1840-ben Stáhly Ignác királyi tanácsos megajándékozta a széket is az Orvosi Tár kiadványával.
A verebélyi széket Gyöngyösi István is említi a Török had leírása című költeményében.

## Szépirodalom
- Jókai Mór 1882: Szeretve mind a vérpadig
- Lósy Béla 1935: Kasznár úr megveszekedése. In: Nyitrai írók könyve. Nitra